# Kuortane
Kuortane là một đô thị của Phần Lan.
Vị trí ở tỉnh Tây Phần Lan trong vùng Nam Ostrobothnia. Đô thị này có dân số 4.282 người (năm 2003) và diện tích 484,77 km² trong đó có 22,54 km² là diện tích mặt nước. Mật độ dân số là 8,8 người trên mỗi km².
Dân đô thị này chỉ sử dụng tiếng Phần Lan